# BourbonStreet Blues
『BourbonStreet Blues』（バーボンストリート・ブルース）は、宝塚歌劇のミュージカル作品。 
2005年7月4日から8月7日に、宝塚バウホールにて、月組が上演した。作・演出は正塚晴彦。
宝塚バウホールの開場当時の理念（若手スターの研鑽の場）に立ち返り、公演期間前半と後半で配役が変更され、多くの若手に台詞つきの役がついた。

## あらすじ
1950年代のアメリカ、ニューオリンズ。孤児院育ちのジェフは今は独立し、ダイナーで働いている。同じ孤児院出身の恋人シンシアは、優しいが短気ですぐに不良行為に走ろうとするジェフの事を案じている。また老刑事ジェラルドも、ジェフの将来を案じて事あるごとに忠告と説教を繰り返すが、ジェフはそんなジェラルドを毛嫌いしていた。
ある日、ダイナーに嫌がらせに来た地元ギャングを、ジェフは殴り飛ばして、病院送りにしてしまう。逆にその腕っ節を見込まれて、ギャングのボス、フェルッティの運転士となってしまった。
「キーウエストに島を買って、孤児達が安心して暮らせる場所を作りたい」そんな優しい夢のために、ジェフは悪事に手を染める事となる。
一人の不良少年が、挫折を乗り越え希望を見出そうと奮闘する姿を描いた。

## 主な配役

### 7月4日-7月22日 月船さらら主演
- ジェフ - 月船さらら
- シンシア - 白華れみ
- ジェラルド／フェルッティ／キューザック - 嘉月絵理

### 7月29日-8月7日 北翔海莉主演
- ジェフ - 北翔海莉
- シンシア - 夢咲ねね
- ジェラルド／フェルッティ／キューザック - 嘉月絵理